# Albert Tucker
Albert Lee Tucker (Melbourne, 29 de diciembre de 1914-ibidem, 23 de octubre de 1999) fue un artista australiano y miembro del Círculo de Heide, un grupo de artistas y escritores modernistas asociados con Heide, el hogar de Melbourne de los mecenas del arte John y Sunday Reed. Junto con miembros del Heide Circle como Sidney Nolan y Arthur Boyd, Tucker se asoció con el movimiento artístico Angry Penguins, que lleva el nombre de una publicación fundada por el poeta Max Harris y publicada por los Reed.

## Primeros años y educación
Tucker dejó la escuela a los 14 años para ayudar a mantener a su familia y no tuvo una formación artística formal, pero obtuvo trabajo como pintor de casas, caricaturista e ilustrador comercial, en una agencia de publicidad antes de unirse al artista comercial John Vickery. Durante siete años asistió a clases nocturnas de dibujo sobre la vida de la Victorian Artists' Society tres noches a la semana.

## Influencias
Las principales inspiraciones de Tucker incluyen postimpresionistas, expresionistas y realistas sociales, así como la experiencia personal. El trabajo de Tucker estuvo fuertemente influenciado por las reflexiones realistas de dos importantes artistas emigrados, Yosl Bergner y Danila Vassilieff, que llegaron a Melbourne a finales de la década de 1930 aproximadamente al mismo tiempo que Tucker comenzó a explorar imágenes de la Gran Depresión. Tucker también se reunió Sunday y John Reed, miembros de la Sociedad de Arte Contemporáneo, creada en 1938 por George Bell, en oposición a la gubernamental Academia Australiana de Arte, que se creía que promovía el arte conservador y no el modernista.
Las primeras obras importantes de Tucker se produjeron durante su participación en el ejército. En 1940, Tucker fue llamado al servicio militar y pasó la mayor parte de su tiempo trabajando en el Hospital Militar de Heidelberg atendiendo a pacientes que sufrían heridas y enfermedades mentales como resultado de la guerra. Produjo tres obras importantes en esta etapa, Man at Table, una ilustración con pluma y tinta de un hombre cuya nariz había sido cortada por un fragmento de concha, The Waste Land –el título extraído del poema de T. S. Eliot La tierra baldía – una imagen de la muerte sentada en un taburete mirando y esperando, y Floating Figures, de dos figuras flotando por un pasillo, una tercera con una sonrisa demente. Todas estas imágenes ilustraban el horror y la locura de la guerra, pero en un estilo que reflejaba su estilo surrealista y expresionista de realismo social. The Futile City y We Are the Dead Men (ambas de 1940) hacen referencia a «Los hombres huecos» de Eliot.
En 1942, Tucker fue dado de baja de la guerra y regresó a Melbourne. Tucker también se dedicó a la fotografía, tanto de sus propias pinturas, como a registrar las ideas y escenas que utilizó para componerlas, y sin darse cuenta creó un documento de su tiempo.
A partir de 1943, Tucker comenzó su serie Images of Modern Evil, primero en Melbourne y luego en París y Londres. La serie se basó en lo que Tucker veía como vulgaridad moral en tiempos de guerra, y se centró en temas de prostitución, miedo, corrupción moral y el lado oscuro de la personalidad humana. La serie Images of Modern Evil estuvo influenciada por la prostitución en Melbourne durante la Segunda Guerra Mundial, que repugnaba a Tucker, y los asesinatos de Eddie Leonski, así como su percepción más general de un colapso moral. Artísticamente, la serie fue influenciada por Giorgio de Chirico, cuyo trabajo atrajo a Tucker y a quien conoció más tarde en Roma en 1954.

## Angry Penguins
Tucker se asoció con John y Sunday Reed, quienes vieron conexiones entre el trabajo de Tucker y otros artistas, enojados por la situación social. En la llamada Angry Decade («Década Enojada») de la década de 1940, los artistas Tucker se asociaron con Angry Penguins, un grupo de artistas modernistas que incluía a Joy Hester, Sidney Nolan, Arthur Boyd, John Perceval y Noel Counihan. La propiedad de los Reed en Heide fue una importante salida para la expresión de ideas de vanguardia. Los modernistas y los realistas sociales compartían las mismas preocupaciones. Estos artistas escribieron para la publicación Angry Penguins, publicada por Max Harris. Las influencias originales de Tucker, Bergner y Vassilieff, formaron parte de este grupo.

## Posguerra
A principios de 1947, Tucker viajó a Japón con el ejército australiano como corresponsal de arte. Realizó un dibujo monocromático a pluma llamado Hiroshima; no contiene figuras, sólo las secuelas de la explosión de la bomba atómica, con tiendas de campaña y refugios esparcidos por el paisaje. En 1954 conoció a Sidney Nolan en Roma, cuando realizó Apocalyptic Horse, y empezó a pintar Australia de memoria. Expuso en la Bienal de Venecia en 1956 y luego pasó dos años en Londres pintando la Serie Thames.
Luego se mudó a Nueva York en 1958 y sus sujetos cambiaron de la ciudad al outback de Australia. Si bien algunas obras de Sidney Nolan y Russell Drysdale habían alcanzado un nivel internacional, Tucker las rechazó por considerarlas nacionalistas. Describió el paisaje como un páramo duro, árido y estéril. Distorsionó los estereotipos y los íconos de la selva australiana, incluidos convictos, Burke y Wills y la pandilla de Ned Kelly. Fue influenciado por la pura esterilidad y desesperanza que transmitía el interior, y añadió estos íconos como peones al juego mortal del interior.
En 1959, Tucker ganó el premio Australian Women's Weekly, lo que le permitió pasar dos años en Nueva York produciendo la serie Manhattan y Antipodean Heads. En 1960 recibió el premio Kurt Geiger del Museo de Arte Moderno de Australia, que aprovechó para regresar a Australia y montar su primera exposición individual en Australia. Posteriormente se instaló en Victoria y en 1964 se casó con su segunda esposa, Barbara Bilcock.
En 1990 la Galería Nacional de Australia realizó una retrospectiva de su obra.

## Vida personal

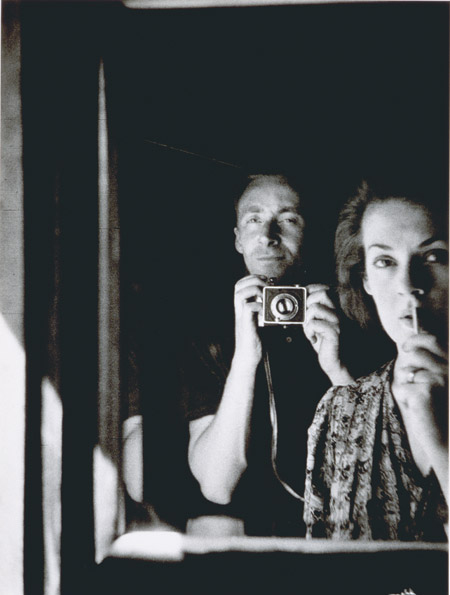
Albert Tucker y Joy Hester en 1939.

En 1941, Tucker se casó con la también artista Joy Hester y tuvieron un hijo, Sweeney. Muchos años después se supo que Tucker no era el padre biológico del niño; probablemente era Billy Hyde, un baterista de jazz australiano con quien Hester había tenido una breve aventura. Su matrimonio se rompió en 1947 y Tucker viajó a Japón y Europa, llevando una vida bohemia, pintando, exhibiendo y aceptando trabajos ocasionales. Cuando más tarde a Hester le diagnosticaron linfoma de Hodgkin, entregó a Sweeney al cuidado de los Reed, quienes lo adoptaron. Joy Hester murió en 1960 y Sweeney se suicidó en 1979.

En sus últimos años de la década de 1980, y especialmente después de la muerte de John y Sunday Reed, Tucker asumió la tarea de registrar la historia del círculo de artistas que había conocido:
... de lo que me di cuenta fue de que no había rostro humano para ese período. Así que aquí es donde entró en juego el historiador accidental. Porque cuando pensaba en John y Sunday, Danila y Joy ya se habían ido, entonces el resto de nosotros, por supuesto, seguiríamos en rotación. No hay forma de escapar de esa simple y cruda realidad de la existencia, y por eso desarrollé este tremendo impulso... para intentar conseguir lo que podía hacer al pintar lo que sabía de todos ellos.
El resultado fue la serie de retratos conocida como Faces I Have Met.
En cada uno de ellos intentaba liberarme lo más que podía de cualquier emoción negativa o de las tensiones, tensiones y relaciones que habían surgido a mi alrededor. Hay que liberarse de la malicia o del rencor. Entonces, en cierto sentido, también fue un ejercicio espiritual de autopurga y limpieza.
El título de esta serie es otra referencia a T. S. Eliot, su «Canción de amor de J. Alfred Prufrock».
El trabajo de Tucker está representado en todas las galerías estatales de Australia, así como en la Galería Nacional de Australia, el Museo Guggenheim y el MoMA de Nueva York.
Tucker se casó con Barbara Bilcock en 1963. Fue el segundo matrimonio para ambos. Tucker murió en 1999. Barbara Tucker controla la propiedad de Tucker.